# Muntanya de Taravil
La muntanya de Taravil o Travil és una serra a cavall dels termes municipals de Navès (Solsonès) i de Capolat (Berguedà) que té una elevació màxima de 1.526 msnm.

## Límits
En els mapes i literatura muntanyenca referits als relleus del nord dels altiplans de Capolat es troben moltes referències sobre la Serra dels Tossals i poques sobre la Muntanya de Taravil. El motiu és que la Serra dels Tossals és una serra molt concreta, ben delimitada i amb un recorregut molt visitat i, com a conseqüència, molt documentada. La muntanya de Taravil, en canvi, té un significat més genèric i menys precís que, fins i tot, a l'inici del muntanyisme s'aplicava al conjunt de les serres de Capolat. És un cas semblant al de la muntanya d'Alinyà.

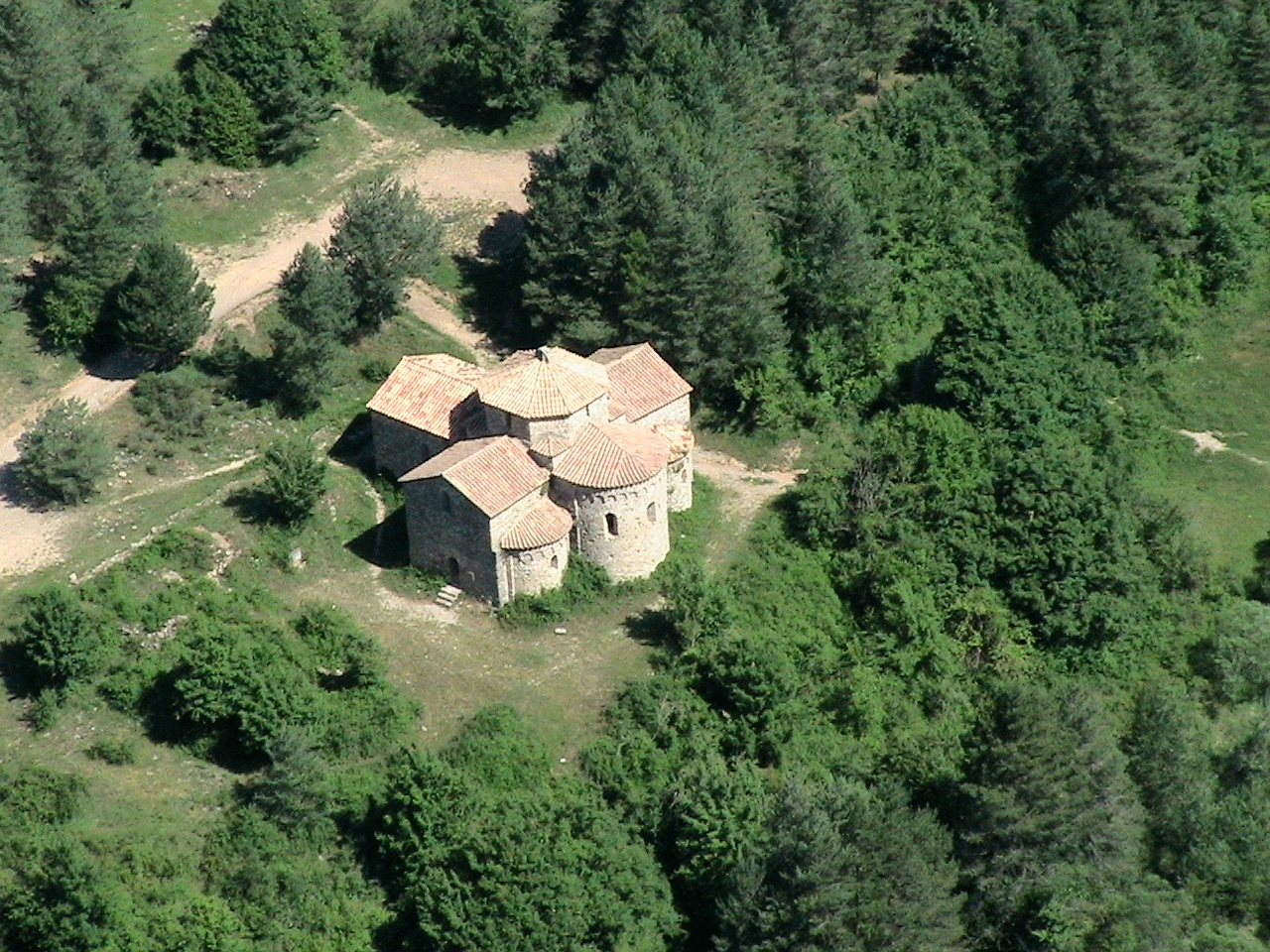
Sant Pere de Graudescales des de l'Amorrador

La Guia "Alt Berguedà i Cardener" en la descripció de l'orografia de les serres de Capolat diu: "La serra de Queralt enllaça per ponent amb les muntanyes dels Tossals i Taravil, que s'estenen fins al curs de l'Aigua d'Ora".

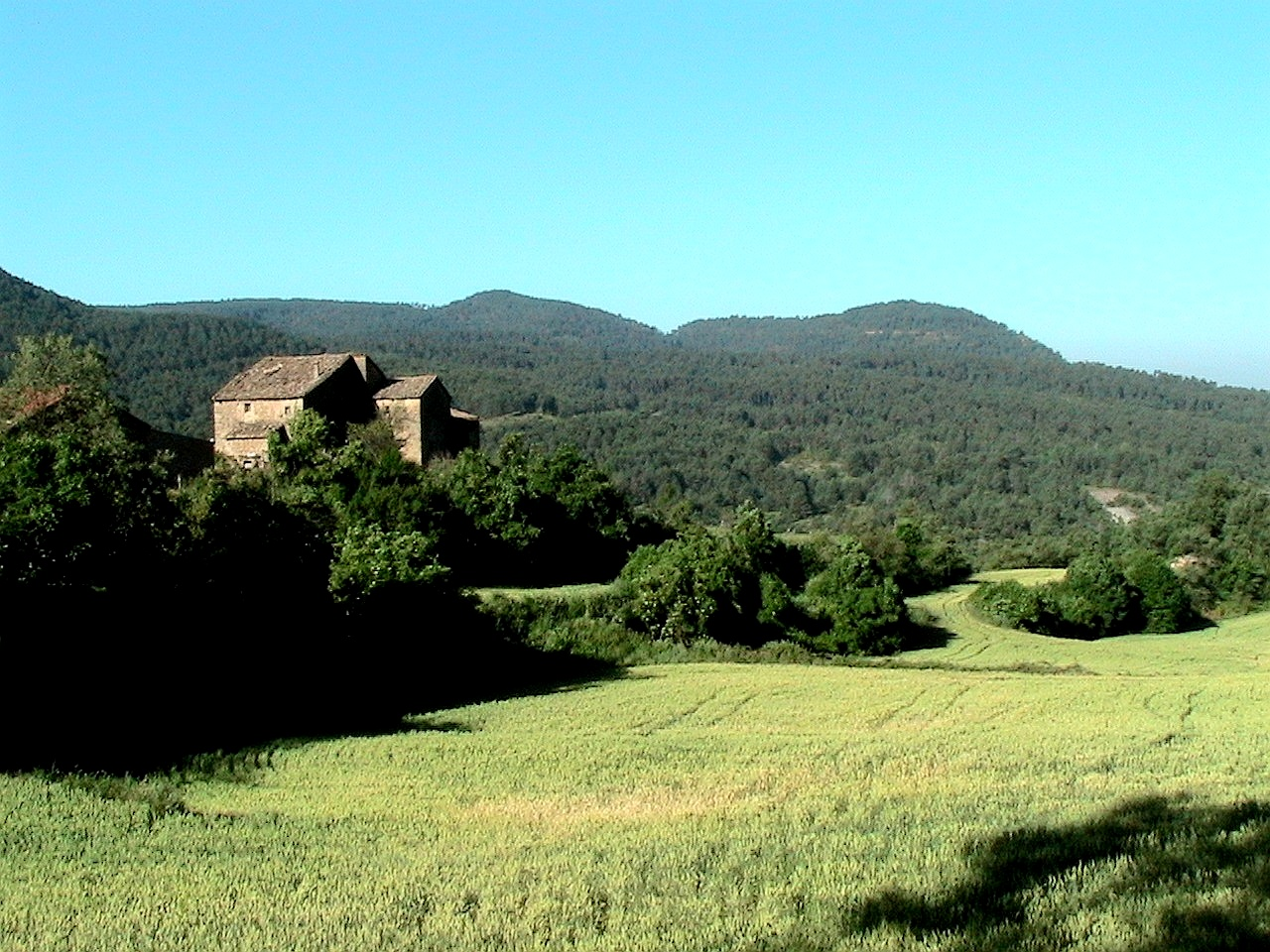
Sector meridional de la muntanya de Taravil

La Serra dels Tossals té inici per llevant al coll de Jouet, a la carretera de Berga a Sant Llorenç, i acaba per ponent al Tossal de Vilella. A partir d'aquí comença el sector més occidental de l'altiplà de Capolat que constitueix l'anomenada muntanya de Taravil. Correspon íntegrament a la conca hidrogràfica de l'altiplà que desguassa cap a ponent, a l'Aigua d'Ora, a través de les rases de cal Catriques i de les Fraus de Vilella. Aquesta conca queda delimitada, començant pel nord, per l'Amorrador (Roques de Taravil en el mapa de l'ICGC) i el Serrat de la Qüestió que pel Coll del Bosc de Vilella enllaça amb el Tossal del Vilella, límit ponentí de la Serra dels Tossals. Del Tossal de Vilella es desprèn en direcció sud-oest un cordal que va perdent altura fins a la Collada de Travil, on el paisatge s'eixampla entre els plans de cal Sant i de Travil. Des de la Collada s'enllaça amb la carena dels Cingles de Travil que tanquen la conca pel sud i oest i que en aquest vessant presenten unes suaus ondulacions que contrasten amb la verticalitat dels cingles del vessant meridional.

## Geomorfologia

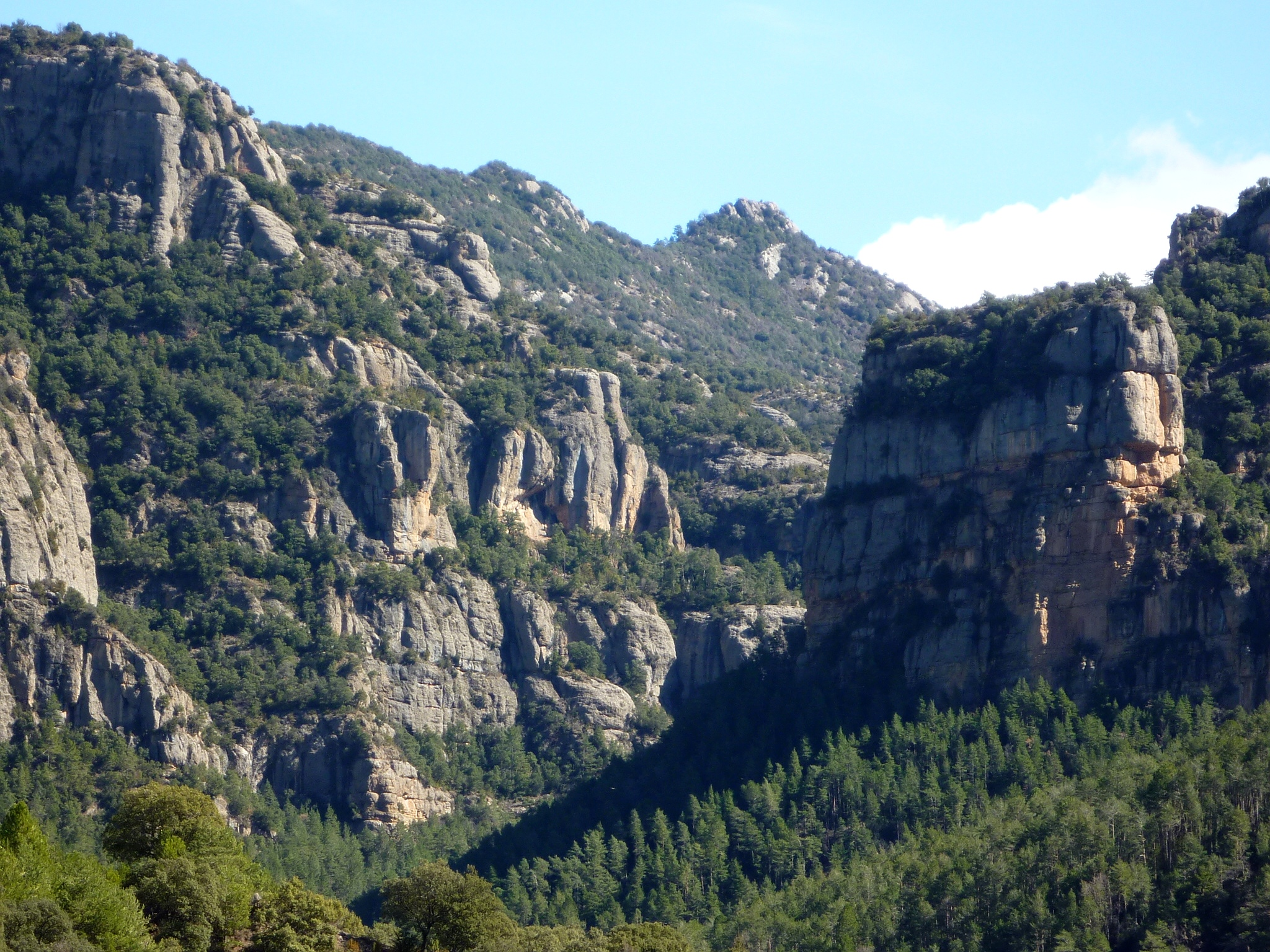
Cingles de les Fraus de Vilella des del Pujol de la Vall d'Ora

La muntanya de Taravil forma part de la gran massa de conglomerats que al començament de l'Oligocè (-37 m.a.) es dipositaren al marge nord de la Depressió Central, transportats de nord a sud pels torrents que erosionaven la llavors juvenil serralada dels Pirineus. La disposició pràcticament horitzontal dels dipòsits, amb un lleuger capbussament cap al nord, dona al sector meridional l'aspecte d'una gran planura, destacable des de la masia de Vilella. Al nord de l'altiplà, el Serrat de la Qüestió, amb el punxegut Roc de les Monges, presenta un redreçament dels conglomerats precursor de la serra dels Bastets. Entremig, l'esvoranc de la rasa de les Fraus de Vilella drena les aigües cap a la Valldora oferint un dels indrets més feréstecs i inaccessibles de la zona.
Per ponent el riu Aigua d'Ora s'ha obert pas entre la Serra de Busa i la muntanya de Taravil, excavant un profund engorjat i esculpint a banda i banda uns imponents cingles. És des de Sant Lleïr de la Valldora, on encara és viva la denominació de muntanya de Taravil, des d'on és més espectacular la visió de la muntanya, puig que aquesta s'aixeca verticalment entre 400 i 500 metres per damunt seu. L'Amorrador i Sant Mamet a les Fraus de Vilella, Ventiola i Puig Rodon són els cingles més vistents des de Sant Lleïr.

## Vegetació[calcitació]

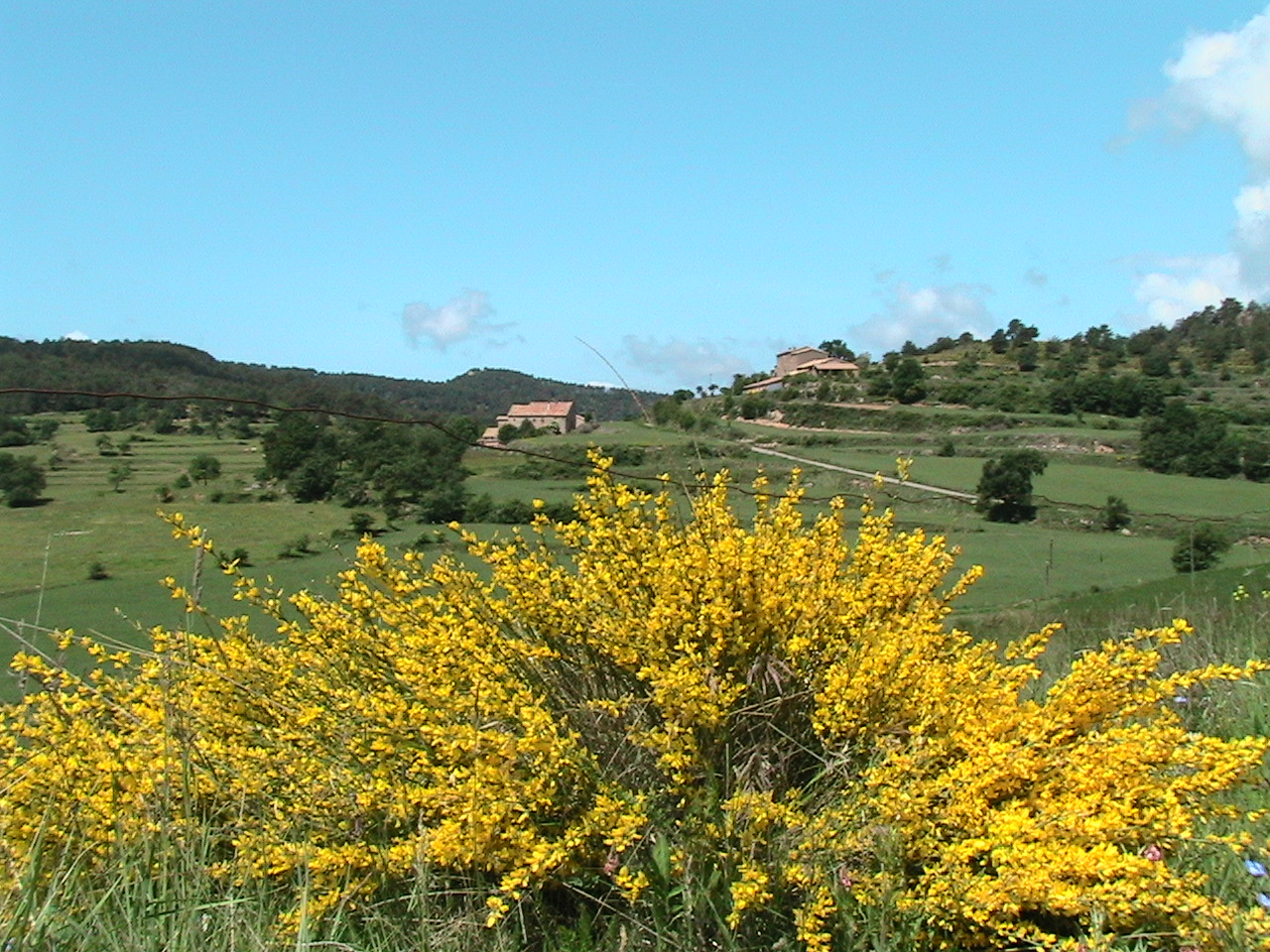
Bàlec florit als Plans de Travil

La muntanya de Taravil vesteix una compacta capa boscosa interrompuda únicament pels camps de conreu i prats de pastura del pla de cal Sant i els que envolten la masia de Vilella. La vegetació és rica i variada, amb predomini del pi rajolet (Pinus sylvestris) que creix en tots els indrets i forma les boscúries principals. L'acompanya el roure martinenc (Quercus pubescens) de forma més aviat esparsa en els indrets obacs però formant bosquines a les capçaleres de les rases i a les zones més assolellades. L'alzina (Quercus ilex) té el seu hàbitat al marge dret de la rasa de cal Catriques i especialment al solell del Serrat de la Qüestió fins a l'Amorrador, on colonitza els més petits relleixos i les verticals canals de la rasa de les Fraus. A l'obaga de Comadescales, al nord de l'Amorrador, es troba un bosquet de faigs (Fagus sylvatica) amb algun exemplar notable. El boix (Buxus sempervirens) és l'arbust més comú a la muntanya de Taravil, amb preferència dels llocs més oberts i assolellats, com les carenes. També abunden el càdec (Juniperus oxycedrus) i la savina (Juniperus phoenicea), aquesta última especialment al Serrat de la Qüestió.
Els cingles de la rasa de les Fraus de Vilella són el principal recer de les plantes rupícoles. D'entre les més notables cal citar la presència de: la corona de rei (Saxifraga longifolia), l'orella d'os (Ramonda myconi) i l'onosma borda (Saxifraga paniculata). Als voltants del pla de cal Sant es fa notar a la primavera l'espectacular florida i la intensa flaire de mel del bàlec (Genista purgans).

## Rutes

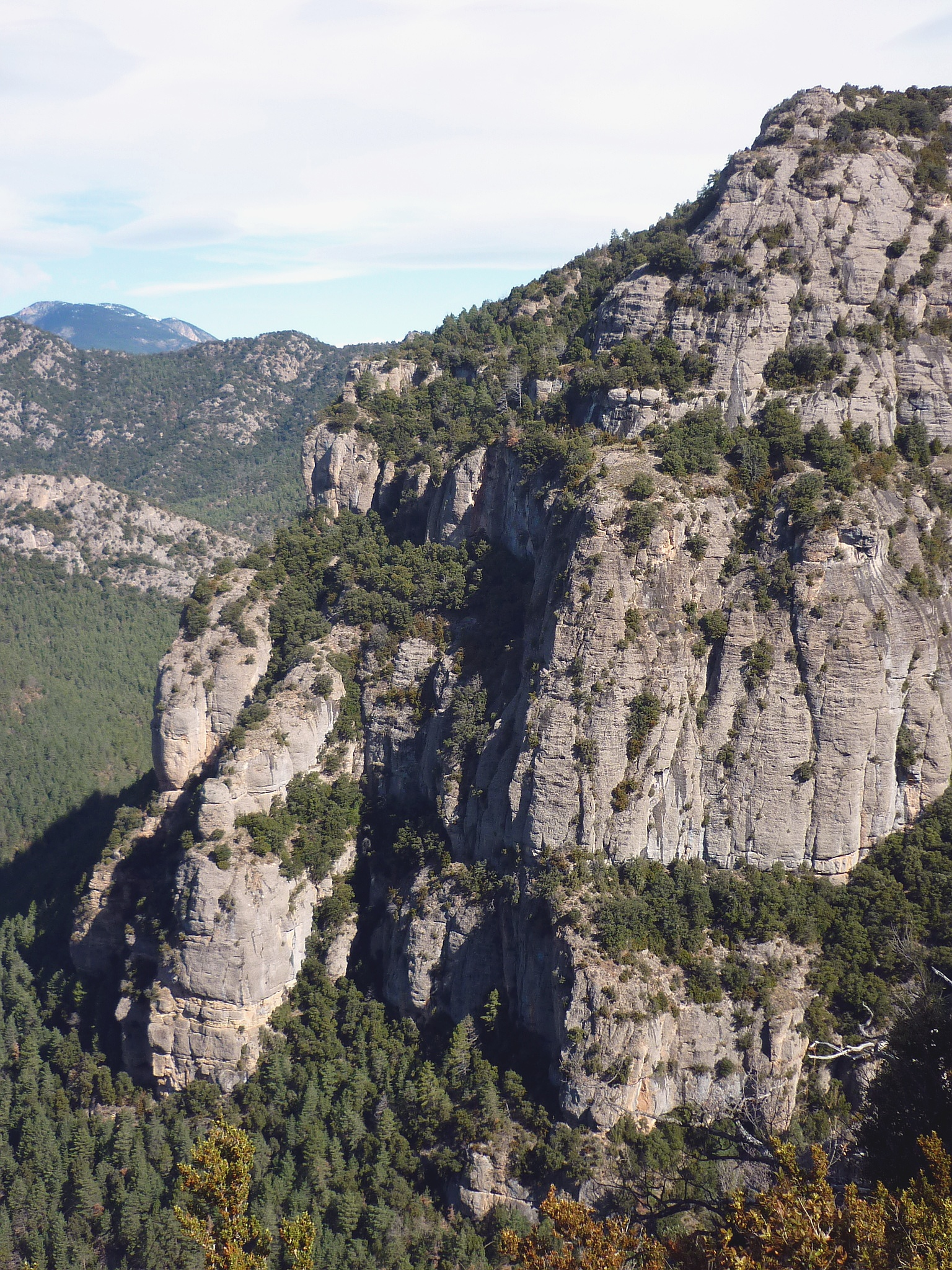
L'Amorrador sobre l'Aigua d'Ora

## Rutes[calcitació]
La Collada de Travil (42° 04′ 41″ N, 1° 42′ 25″ E / 42.077924°N,1.706926°E) és un bon punt de sortida de les rutes que es proposen. S'hi accedeix per la carretera asfaltada que surt del km. 134 de la carretera C-26 (de Solsona a Berga) direcció Capolat.
- Al Puig Gertell i Puig Rodon. Dos cims amb magnífiques vistes del baix Berguedà i la Valldora. S'ha de prendre en direcció a ponent una pista que més endavant es ramifica en altres secundàries. Recorregut per boscos ben conservats i amb poc desnivell. Cal portar un mapa de la zona per no perdre's pel laberint de pistes forestals.
- Tram del GR-1 a la Valldora per les Valls de cal Sant, la capçalera de la rasa de cal Catriques i el grau de Ventiola. Recorregut ben senyalitzat.
- Tram del GR-1 a la Serra dels Tossals. Continuació cap a llevant del tram anterior. Recorregut integral de la carena de la serra. Molt recomanable.
- A l'Amorrador: magnífiques vistes aèries de les Fraus de Vilella, de l'Aigua d'Ora i del Monestir de Sant Pere de Graudescales. Pista a la masia de Vilella (es pot fer l'aproximació amb vehicle) i recorregut pel faldar del Serrat de la Qüestió per una pista forestal. Sens dubte és el recorregut més sorprenent de la muntanya de Travil.